# Кака (Дагестан)
Кака (рос. Кака) — село Ахтинського району, Дагестану Росії. Входить до складу муніципального утворення Сільрада Село Кака.
Населення — 1654 (2015).

## Населення
За даними перепису населення 2002 року в селі мешкало 1553 особи. В тому числі 811 (52,22 %) чоловіків та 742 (47,78 %) жінки.
Переважна більшість мешканців — лезгини (100 % від усіх мешканців). У селі переважає лезгинська мова.